# Що приносить місяць
Що приносить місяць (англ. What the Moon Brings) — оповідання в прозі американського письменника-фантаста Говарда Лавкрафта, написане 5 червня 1922 року та вперше опубліковане в журналі «National Amateur» у травні 1923 р. Воно коротше, ніж більшість інших оповідань Лавкрафта, і є, по суті, фрагментом. В основі оповідання лежить один зі снів Лавкрафта, що є поширеним прийомом.

## Сюжет
Ця історія розказана від першої особи, від імені неназваного оповідача. Історія описує сюрреалістичну картину сновидінь. Одного вечора оповідач блукає своїм садом і в місячному сяйві бачить багато дивних речей. Незабаром він доходить до струмка:
Тихі та іскристі, яскраві та грізні, ці прокляті місяцем води поспішали невідомо куди; а з укріплених берегів білі квіти лотоса тріпотіли одна за одною на опіатному нічному вітрі і відчайдушно падали в потік, жахливо закручуючись під арочним різьбленим мостом і дивлячись назад зі зловісною покірністю спокійних, мертвих обличь.

Перейшовши міст, він розуміє, що сад не має кінця. Там, де колись стояли стіни, тепер ростуть дерева та кущі, а в кожному кутку стоять жахливі кам'яні ідоли. Мертві обличчя спонукають його йти далі й далі, як струмок перетворюється на річку, перш ніж вивести його на берег моря. Раптом лотосові обличчя зникають, коли місяць занурюється в обрій:
І коли я побачив, як зникають у ньому лотосові обличчя, мені закортіло закинути сіті, щоб упіймати їх і вивідати від них таємниці, що їх приніс місяць уночі. Але коли місяць зайшов на захід і тихий приплив відступив від похмурого берега, я побачив у цьому світлі старі шпилі, що їх майже не вкрили хвилі, і білі колони, прикрашені феєрією зелених водоростей. І знаючи, що до цього затонулого місця прийшли всі мертві, я затремтів і не захотів більше розмовляти з лотосовими обличчями.

Невдовзі він опиняється перед руїнами стародавнього міста, міста мертвих. Оповідач бачить кондора і хоче розпитати його про загиблих людей, яких він знав. Він деякий час дивиться на море, спостерігаючи за брижами на ньому, які він приписує морським черв'якам. Раптом він відчуває озноб і помічає щось далеке під хвилями:
І плоть моя тремтіла не без причини, бо, підвівши очі, я побачив, що вода спала дуже низько, оголивши більшу частину величезного рифу, край якого я бачив раніше. І коли я побачив, що риф був лише чорною базальтовою короною жахливого ейкона, чиє жахливе чоло тепер виднілося в тьмяному місячному світлі, і чиї мерзенні копита, мабуть, розгрібають пекельний бруд на багато миль нижче, я закричав і закричав, щоб приховане обличчя не піднялося над водою, і щоб приховані очі не подивилися на мене після того, як сховався той підступний і зрадливий жовтий місяць.

Рятуючись від цієї жахливої істоти, він пливе до затонулого міста:
І щоб врятуватися від цієї невблаганності, я з радістю і без вагань занурився у смердюче мілководдя, де серед зарослих бур'янами стін і затоплених вулиць товсті морські черв'яки бенкетують мертвими світу.
Оповідач явно віддає перевагу смерті, а не божевіллю, перед цим уявним більшим жахом, що розкривається у різьбленій величі. Казка закінчується, не підтверджуючи, чи це був кінець життя оповідача, чи ні.